# Eupithecia impolita
Eupithecia impolita là một loài bướm đêm trong họ Geometridae.